# Université du Colorado
L'université du Colorado (University of Colorado - sigle : CU) est répartie sur quatre sites :

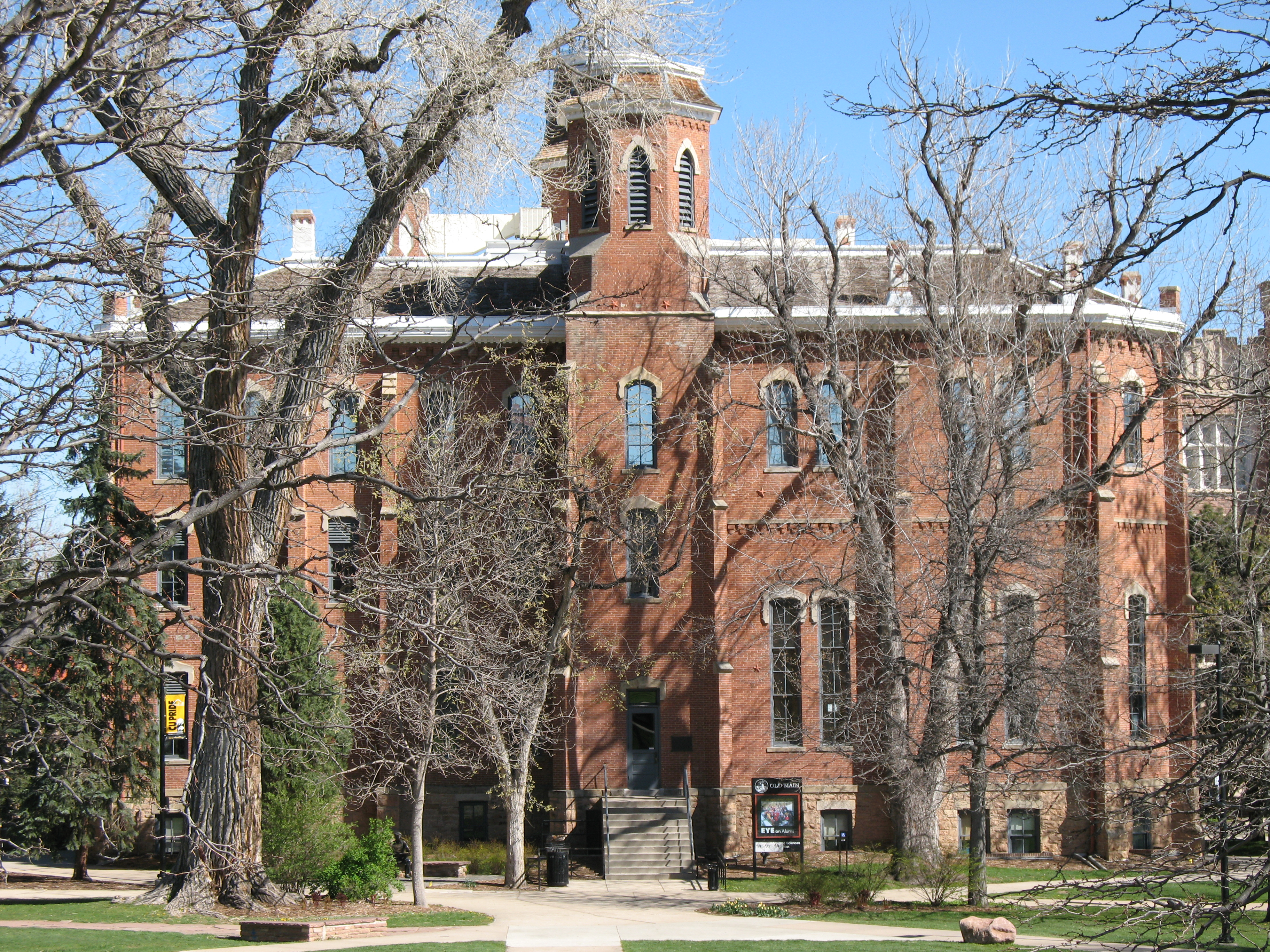
Old Main, université du Colorado à Boulder.

- L'université du Colorado à Boulder ;

- L'université du Colorado à Colorado Springs ;
- L'université du Colorado à Denver.
- L'University of Colorado Anschutz Medical Campus (en), à Aurora

L'université du Colorado est gérée par neuf membre élus, le Conseil des régents de l'université du Colorado. 